# Pheosia jullieni
Pheosia jullieni är en fjärilsart som beskrevs av Charles Oberthür 1911. Pheosia jullieni ingår i släktet Pheosia, och familjen tandspinnare. Inga underarter finns listade i Catalogue of Life.